# 신석우 (독립운동가)
신석우(申錫雨, 1895년 9월 2일~1953년 3월 5일)는 대한민국의 독립운동가이다. 대한민국의 국호를 발의한 인물이기도 하다.
본관은 고령(高靈). 호(號)는 우창(于蒼)이다. 그의 상배 전처는 석기 이범석 선생의 동복 둘째 누나이다.

## 생애
신석우는 상하이 대한민국 임시정부의 교통총장을 지냈으며, 1919년 4월 10일 임시정부의 첫 임시의정원 회의에서 대한민국의 국호를 발안했다. 국호를 정하기 위해 회의를 할 때 신석우가 '대한민국'(大韓民國)으로 국호를 정하자고 하니 여운형이 '대한'이라는 이름으로 나라가 망했는데 또 다시 '대한'을 쓸 필요가 있느냐고 했다. 그러자 신석우가 "대한으로 망했으니 대한으로 다시 흥해보자"라고 부연 설명을 하자 다들 좋다고 만장일치로 결정이 되었다고 한다.
신석우는 1924년 29세의 나이에 만석꾼 부친을 설득해 8만 5천원을 주고 조선일보를 인수하였다. 만성적인 경영난을 겪고 있던 조선일보는 신석우의 인수로 재도약 계기를 마련했으며 월남(月南) 이상재(李商在) 선생을 사장으로 추대하고 대대적인 개편을 단행했다.
신석우는 1927년 2월 15일 오후 7시 경성 종로 기독교 청년회 대강당에서 열린 신간회(新幹會) 창립총회에서 사회를 맡았고 이상재를 회장으로 추대했다. 1931년 5월 신간회가 해산되자 신변에 위험을 느낀 신석우는 민세(民世) 안재홍(安在鴻)에게 조선일보 사장직을 물려주고 상해로 탈출했다.
광복 후 신석우는 1949년 중화민국 주재 대한민국 대사를 지내기도 하였다.

## 사후
- 대한민국 정부는 그의 공헌을 기려 1995년 건국훈장 독립장을 추서하였다.

## 논란
《삼천리(三千里)》는 1936년 6월호 기사에서 장안의 유명 인사들이 타고 다니던 자동차 가격표를 공개한 적이 있는데, 그에 따르면 신석우가 조선일보 사장 시절에 타고 다니던 승용차 1대의 가격은 7,000원으로서 현재 가치로 환산하면 약 8억 4천만원에 이른다.